# 유바라자
유바라자(산스크리트어: युवराज)는 세자 또는 태자를 의미하는 인도식 칭호로, 인도의 여러 군주국들과 번왕국에서 법정추정상속인을 의미하는 단어로 사용되었다.  일반적으로 라자(왕) 또는 마하라자(대왕)의 장남이 유바라자로 임명되었다.